# ティトゥス・ユニウス・ブルトゥス
ティトゥス・ユニウス・ブルトゥス（ラテン語: Titus Junius Brutus、？ - 紀元前509年頃）は、共和政ローマ初期の人物。共和政の創始者ルキウス・ユニウス・ブルトゥスの子であり、弟には終生行動をともにしたティベリウスがいた。
紀元前509年、父ブルトゥスはルクレティアの陵辱を端緒としてローマ王タルクィニウス・スペルブスを追放、王政を廃止し元老院を中心とする共和政を創設する。これに対して上流階級の若者たちの間には、昔の自由気ままさを懐かしむ声が高まっていた。そこへ、追放された王の使節が財産返還を交渉しにローマへ到着すると、元老院が対応を協議する間、若者たちへ内通の根回しを行い、これにウィテッリウス兄弟とアクィッリウス兄弟が参加した。ウィテッリウスの姉妹の一人はブルトゥスに嫁いでおり、息子ティトゥスも伯父たちによって計画に引き込まれる事となった。
陰謀は奴隷の通報によって明るみに出、これを受けた元老院は財産の返還を拒否し、市民に略奪を許可した。リウィウスによると、カンプス・マルティウスはこの時没収されたタルクィニウスの土地だという。陰謀に加わった者たちは死罪とされ、ティトゥスも父ブルトゥスの前で処刑された。通報した奴隷には褒賞が与えられ、更に市民権と自由を得てローマで初の解放奴隷となったという。